# Örnekköy, Beykoz
Örnekköy là một xã thuộc huyện Beykoz, tỉnh Istanbul, Thổ Nhĩ Kỳ. Dân số thời điểm năm 2010 là 3.372 người.